# Bahate, Polohî
Bahate (în ucraineană Багате) este un sat în comuna Injenerne din raionul Polohî, regiunea Zaporijjea, Ucraina.

## Demografie
Componența lingvistică a localității Bahate
     Ucraineană (91,15%)
     Rusă (7,96%)
     Alte limbi (0,88%)
Conform recensământului din 2001, majoritatea populației localității Bahate era vorbitoare de ucraineană (91,15%), existând în minoritate și vorbitori de rusă (7,96%).